# Giusto Recanati
Pour les articles homonymes, voir Recanati (homonymie).
Giusto Recanati, né Vincenzo Benedetto Giuseppe Recanati, (né le 9 août 1789 à Camerino dans les Marches, et mort le 17 novembre 1861 à Rome) est un cardinal italien du XIXe siècle. Il est membre de l'ordre des frères mineurs capucins.

## Biographie
Giusto Recanati est lecteur de philosophie et théologie au couvent de Jesi et consulteur de la Congrégation pour la Propaganda Fide et de la Congrégation de l'Inquisition. Il est définiteur général de son ordre en 1844.
Recanati est élu archevêque titulaire de Tripoli-en-Phénicie et administrateur apostolique de Senigallia en 1848. Le pape Pie IX le crée cardinal lors du consistoire du 7 mars 1853.

## Succession apostolique
Giusto Recanati a ordonné les évêques suivants :
- Évêque Lorenzo Signani, O.F.M.Cap. (1855)
- Évêque Dalmazio d'Andrea, O.F.M.Cap. (1856)
- Archevêque Luigi Maria de Marinis (it) (1856)